# Massalfassar
Massalfassar är en kommun i Spanien.   Den ligger i provinsen Província de València och regionen Valencia, i den östra delen av landet, 300 km öster om huvudstaden Madrid. Antalet invånare är 2 388. Arean är 2,5 kvadratkilometer. Massalfassar gränsar till Valencia, Albuixech, Massamagrell och Museros. 
Terrängen i Massalfassar är mycket platt.